# Marián Cisár
Marián Cisár (* 25. Februar 1978 in Bratislava) ist ein ehemaliger slowakischer Eishockeyspieler, der während seiner Karriere unter anderem für die Nashville Predators aus der National Hockey League aktiv war.

## Karriere
Cisàr begann seine Karriere im Nachwuchs des HC Slovan Bratislava, wo er ab der Saison 1994/95 für die Juniorenmannschaft spielte. Zudem absolvierte er ein Jahr später 19 Ligapartien für die Profimannschaft in der Extraliga und erzielte dabei neun Scorerpunkte. Während des NHL Entry Draft 1996 wurde er von den Verantwortlichen der Nashville Predators in der zweiten Runde an insgesamt 37. Position ausgewählt. Im Sommer 1996 wechselte der Rechtsschütze in die kanadische Juniorenliga Western Hockey League, wo er fortan für die Spokane Chiefs, die ihn beim CHL Import Draft des Jahres als 25. Spieler gezogen hatten, unter Vertrag stand.
Dort gehörte der Slowake zu den teamintern besten Scorern und erzielte in 149 Spielen 130 Punkte. Nach zwei Jahren verließ er die Chiefs 1998 und schloss sich den Milwaukee Admirals an, dem damaligen Farmteam der Nashville Predators. In der Saison 1999/2000 absolvierte er seine ersten drei NHL-Partien für die Nashville Predators. Im Jahr 2001 zog sich Cisár eine Verletzung an der Hüfte zu und konnte somit nur in 12 Spielen auf dem Eis stehen. Nachdem er in den folgenden zwei Jahren lediglich 70 Mal in der NHL zum Einsatz kam, forcierte er einen Wechsel zurück nach Europa. Es folgte ein kurzes Intermezzo in der höchsten tschechischen Liga, der Extraliga, bei HC Znojemští Orli, ehe der Offensivspieler noch während der Spielzeit 2002/03 einen Vertrag beim finnischen Klub Lukko Rauma unterschrieb. Mit dem Verein platzierte er sich nach der Hauptrunde auf dem neunten Platz und verpasste somit die Qualifikation für die Play-offs.
Zur Saison 2003/04 wechselte der damals 25-jährige in die Deutsche Eishockey Liga zu den Nürnberg Ice Tigers, mit denen er das Play-off-Viertelfinale erreichen konnte. Cisár absolvierte insgesamt 45 Partien und erzielte dabei 36 Scorerpunkte. Von den Fans und Journalisten wurde er des Weiteren für das DEL All-Star Game 2004 in Ingolstadt nominiert, wo er für das DEL All-Star Team die Schlittschuhe schnürte. Der Rechtsschütze gewann außerdem den Wettbewerb der besten Sprinter. Dort lief er eine Runde in 13,10 Sekunden und war somit 0,17 beziehungsweise 0,48 Sekunden schneller als Eduard Lewandowski und Lasse Kopitz.
In der Saison 2004/05 stand er beim Ligakonkurrenten Hannover Scorpions unter Vertrag, ehe er im Sommer 2005 seine aktive Eishockeykarriere im Alter von 27 Jahren beendete.

### International
Im Juniorenbereich nahm Cisár zunächst mit der slowakischen U18-Auswahl an der B-Europameisterschaft 1995 und nach dem Aufstieg an der A-Europameisterschaft 1996 teil. Mit der U20-Mannschaft spielte er bei der Junioren-Weltmeisterschaft 1998. Im Herrenbereich wurde er nicht mehr international eingesetzt.

## Erfolge und Auszeichnungen
- 1995 Aufstieg in die A-Gruppe bei der U18-B-Europameisterschaft
- 2004 Teilnahme am DEL All-Star Game